# Zákon o dělnických samosprávách
Zákon o dělnických samosprávách (srbochorvatsky Zakon o radničkom samoupravljanju/Закон о радничком самоуправљању), přesněji Zákon o řízení hospodářských podniků a vyšších hospodářských společnostech pracovními kolektivy (srbochorvatsky Zakon o upravljanju privrednim poduzećima i višim privrednim udruženjima od strane radnih kolektiva/Закон о управљању привредним подузећима и вишим привредним удруженима од стране радних колектива) byl jeden z klíčových zákonů, podle kterého se odvíjelo fungování socialistické Jugoslávie. Přijat byl lidovou skupštinou dne 27. června 1950.

## Aplikace
Na základě tohoto zákona byly v podnicích zřízeny tzv. dělnické rady (srbochorvatsky radnički saveti/раднички савети), které měly rozhodovat o fungování společností tak, aby byla naplněna komunistická teorie, kdy se mají továrny předat do správy dělníkům. Mělo rovněž dojít k decentralizaci řízení národního hospodářství, a to takovým způsobem, aby byla opuštěna sovětská koncepce centrálního plánování. Dělnické rady si volili pracovníci v továrnách sami; rady měly okolo 15-20 členů a jejich volební období bylo dvouleté. Nad dělnickými radami fungoval řídící výbor (srbochorvatsky komitet rukovodilaca/комитет руководилаца'), který měl roli výkonné rady. Míval 3-11 členů. Nad ním poté stál ředitel podniku. Na rozdíl od řídícího výboru, který vybírala a potvrzovala ve funkci dělnická rada, byl ředitel podniku nominován komunistickou stranou. Kromě toho existovala i řada dalších orgánů ve firmách, které vznikly na základě tohoto zákona. Díky tomu se tak třetina dělníků a pracovníků angažovala v nějaké z řídících pozic. Fungoval princip rotace, který zajišťoval střídání jednotlivých zástupců.

## Dopad
Jugoslávská historiografie vnímala přijetí tohoto zákona za jeden z přelomových kroků k realizaci výstavby socialismu v jugoslávských podmínkách. Letopočet nebo datum přijetí tohoto zákona jsou proto často připomínány v dobových kronikách, nebo historických publikacích.
Jugoslávie se tímto zákonem pokusila ideově osvobodit od sovětské cesty k socialismu a pokusit se hledat vlastní přístup, jak tuto ideologii v domácích podmínkách aplikovat. Dělnické samosprávy a samospráva pracujících se staly klíčovými prvky komunistického systému v této jihoslovanské zemi, a to až do rozpadu socialistického zřízení na začátku roku 1990.